# Primorial

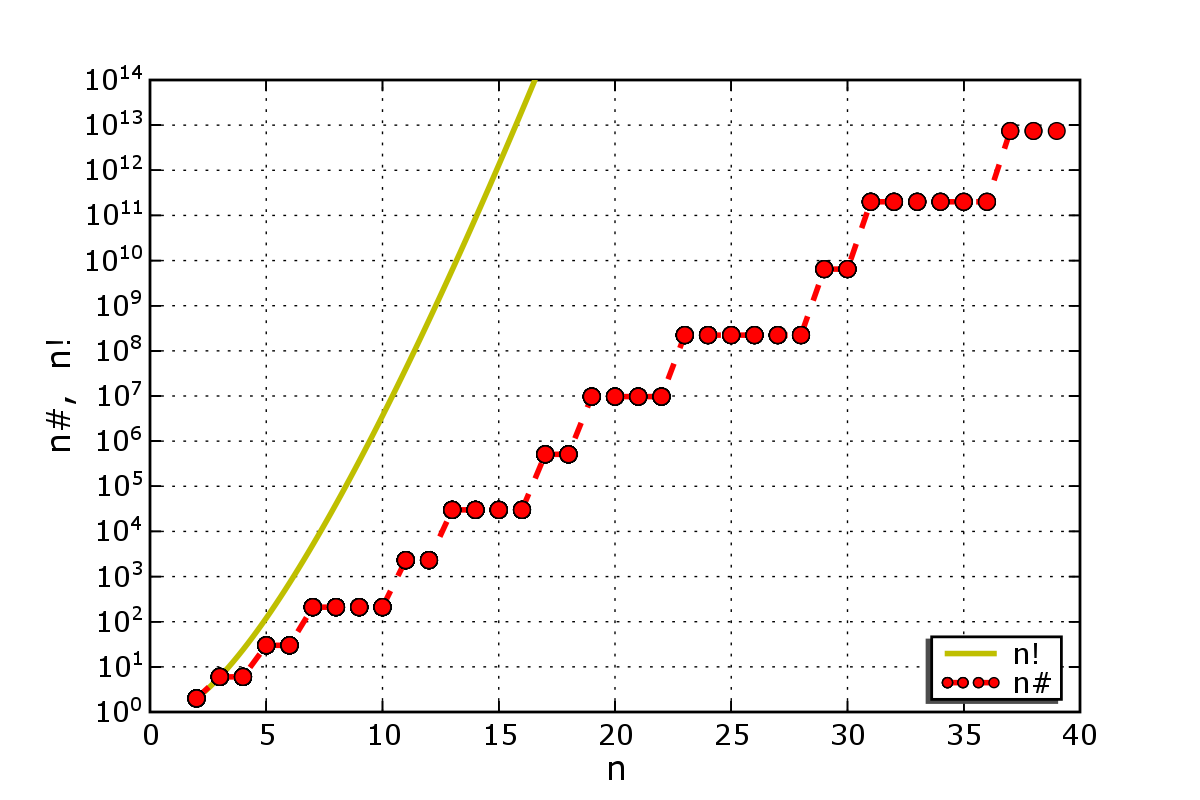
Esquema del primorial.

El primorial de un número n se define como el producto de todos los números primos menores o iguales a él, y se indica como n#.
Los primoriales son números definidos en la demostración de la infinitud de los números primos de Euclides.
La demostración consiste en suponer un conjunto finito de números primos. Si se toma el producto de todos ellos y se añade uno, ese número debe ser un número primo ya que no es divisible por ninguno de los primos del producto de primos considerado, y obviamente no está en el conjunto considerado, o sea que es un nuevo número primo. Esto es una contradicción, de modo que, aplicando el principio de reducción al absurdo, concluimos que el conjunto inicial no puede ser finito

## Definición
Para un número natural {\displaystyle n}, su factorial primo {\displaystyle n\#} se define como el producto de todos los números primos menores o iguales a {\displaystyle n}:
{\displaystyle n\#=\prod _{p\ \mathrm {prim} }^{p\,\leq \,n}\!\!p}
o también como el primorial del número primo inmediatamente inferior, {\displaystyle p_{k}\#}:
{\displaystyle p_{k}\#=\prod _{i=1}^{k}p_{i}}.
Ambas definiciones, diferentes pero consistentes entre sí, son fáciles de diferenciar por su notación matemática, pero no siempre se distinguen por el nombre dado a la función (tendiendo a hablarse indistintamente de factorial primo y de primorial).
{\displaystyle \qquad \quad 7\#=\prod _{p\ \mathrm {prim} }^{p\,\leq \,7}\!\!p=2\cdot 3\cdot 5\cdot 7=210},
{\displaystyle p_{4}\#=7\#=\prod _{i=1}^{4}p_{i}=2\cdot 3\cdot 5\cdot 7=210}.
A veces se hace una distinción entre el caso especial en el que {\displaystyle n} es un número primo, y solo se define el primorial para este caso; mientras que el valor permanece indefinido para {\displaystyle n} no primo.
En el caso de que {\displaystyle n\leq 1} se tiene un producto vacío, y el valor del factorial primo y del primorial es entonces 1. Para los argumentos {\displaystyle n} que no son primos, el primorial no tiene valor, pero la función factorial primo devuelve para {\displaystyle n} el primorial del número primo inmediatamente más pequeño. En la práctica, ambos términos se utilizan mayoritariamente como sinónimos.

## Ejemplo
Para calcular el valor de {\displaystyle 7\#} (primorial de 7), primero se determinan todos los números primos menores o iguales a 7. Estos son 2, 3, 5 y 7. El producto de estos cuatro números primos produce {\displaystyle 7\#=2\cdot 3\cdot 5\cdot 7=210}. Para 9, por otro lado, no se puede calcular un primorial, pero sí se puede calcular su factorial primo: dado que 9 no es un número primo y el anterior número primo más pequeño es 7 y el siguiente número primo más grande es 11, se aplica que {\displaystyle 7\#=8\#=9\#=10\#=210}.

## Propiedades
- Sean {\displaystyle p} y {\displaystyle q} dos números primos consecutivos. Entonces, para cada número natural {\displaystyle n} con {\displaystyle p\leq n<q}:

{\displaystyle n\#=p\#}
- El primorial tiene la propiedad siguiente:[3]

{\displaystyle n\#\leq 4^{n}}.
- Además:

{\displaystyle \lim _{n\to \infty }{\sqrt[{n}]{n\#}}=e}
Para {\displaystyle n<10^{11}} los valores son más pequeños que {\displaystyle e}, pero con {\displaystyle n} más grande los valores de la función exceden el límite de {\displaystyle e} y luego oscilan infinitamente alrededor de {\displaystyle e}.
- Si {\displaystyle p_{k}} es el número primo {\displaystyle k}, entonces {\displaystyle p_{k}\#} tiene exactamente {\displaystyle 2^{k}} divisores.

Por ejemplo, el número {\displaystyle 2\#} tiene dos divisores, {\displaystyle 3\#} tiene cuatro divisores, {\displaystyle 5\#} tiene ocho divisores y {\displaystyle 97\#} ya tiene {\displaystyle 2^{25}} divisores porque 97 es el número primo número 25.
- La suma de los inversos de los números primos converge a la constante:

{\displaystyle \sum _{k=1}^{\infty }{1 \over p_{k}\#}={1 \over 2}+{1 \over 6}+{1 \over 30}+{1 \over 210}+\ldots =0{,}7052301717918\ldots }
La expansión de Engel (una fracción unitaria especial) de este número forma la secuencia de los números primos (véase (sucesión A064648 en OEIS)).
- El teorema de Euclides utiliza la expresión {\displaystyle p\#+1} para demostrar que existen infinitos números primos.

## Sucesión de los primoriales
La sucesión de los primoriales crece muy rápidamente.
He aquí los cincuenta primeros números primos y sus primoriales:
```
  p: p# (p primo)
---  ------------
  2: 2
  3: 6
  5: 30
  7: 210
 11: 2310
 13: 30030
 17: 510510
 19: 9699690
 23: 223092870
 29: 6469693230
 31: 200560490130
 37: 7420738134810
 41: 304250263527210
 43: 13082761331670030
 47: 614889782588491410
 53: 32589158477190044730
 59: 1922760350154212639070
 61: 117288381359406970983270
 67: 7858321551080267055879090
 71: 557940830126698960967415390
 73: 40729680599249024150621323470
 79: 3217644767340672907899084554130
 83: 267064515689275851355624017992790
 89: 23768741896345550770650537601358310
 97: 2305567963945518424753102147331756070
101: 232862364358497360900063316880507363070
103: 23984823528925228172706521638692258396210
107: 2566376117594999414479597815340071648394470
109: 279734996817854936178276161872067809674997230
113: 31610054640417607788145206291543662493274686990
127: 4014476939333036189094441199026045136645885247730
131: 525896479052627740771371797072411912900610967452630
137: 72047817630210000485677936198920432067383702541010310
139: 10014646650599190067509233131649940057366334653200433090
149: 1492182350939279320058875736615841068547583863326864530410
151: 225319534991831177328890236228992001350685163362356544091910
157: 35375166993717494840635767087951744212057570647889977422429870
163: 5766152219975951659023630035336134306565384015606066319856068810
167: 962947420735983927056946215901134429196419130606213075415963491270
173: 166589903787325219380851695350896256250980509594874862046961683989710
179: 29819592777931214269172453467810429868925511217482600306406141434158090
181: 5397346292805549782720214077673687806275517530364350655459511599582614290
191: 1030893141925860008499560888835674370998623848299590975192766715520279329390
193: 198962376391690981640415251545285153602734402721821058212203976095413910572270
197: 39195588149163123383161804554421175259738677336198748467804183290796540382737190
199: 7799922041683461553249199106329813876687996789903550945093032474868511536164700810
211: 1645783550795210387735581011435590727981167322669649249414629852197255934130751870910
223: 367009731827331916465034565550136732339800312955331782619462457039988073311157667212930
227: 83311209124804345037562846379881038241134671040860314654617977748077292641632790457335110
229: 19078266889580195013601891820992757757219839668357012055907516904309700014933909014729740190
```